# ヘンリー・ヒューズ・ウィルソン
陸軍元帥、初代準男爵サー・ヘンリー・ヒューズ・ウィルソン（Sir Henry Hughes Wilson, 1st Baronet, GCB, DSO、1864年5月5日 - 1922年6月22日）は、イギリスの陸軍軍人、政治家。

## 来歴
キャンバリーにあった陸軍幹部学校の校長を務めた後、陸軍省の作戦部長となり、その在職中に戦争に備えた英国海外派遣軍（BEF）のフランスにおける配備計画を作成するのに不可欠な役割を演じた。
在職中の数年間に徴兵制度導入の運動を行う一方、1914年のアイルランドのカラ駐屯地反抗事件においては、現地に駐屯する高級将校らに、右派民兵組織アルスター義勇軍（UVF）への攻撃を命じるなら退官すると政府を脅すよう勧めたことにより、政治的な策士として評価されることとなった。
第一次世界大戦における英国海外派遣軍の1914年の遠征中にあっては、副参謀長として初代派遣軍司令官ジョン・フレンチ卿の最も重要な助言者であったが、後任の司令官ダグラス・ヘイグや参謀長ウィリアム・ロバート・ロバートソンとの関係が弱かったため、戦争期間の半ばには最上位の意思決定から遠ざけられるようになった。
1915年には、英仏軍の関係を取り持つ重要な役割を果たし、1916年に唯一の実戦部隊指揮官の経歴となる軍団長に就任、1917年前半は、フランス軍のニヴェル将軍の盟友となった。1917年後半に英国デビッド・ロイド・ジョージ首相の非公式な軍事顧問となり、ベルサイユに置かれた最高軍事会議における英国軍の終身代表となった。
1918年に陸軍参謀本部総長に就任し、大戦終結後、英国陸軍が規模を大幅に縮小され、その一方で英国が、自国産業への不安、民族自決主義者による不安定化（メソポタミア、イラク及びエジプトにおける）を抑制しようと試みていた時期も、引き続きその職に留まった。また、アイルランド独立戦争においても重要な役割を果たした。
陸軍を退役後、短期間、下院議員及び北アイルランド政府のセキュリティ・アドバイザーとなった。
1922年、リバプール・ストリート駅における戦没者記念碑の公開式典から帰宅した玄関先で、2人のアイルランド共和軍（IRA）の暗殺者により殺害された。

## 生い立ち
ウィルソン一族は、1690年、オラニエ公ウィリアムとともに北アイルランドのアントリム県キャリクファーガスにやって来たと言われているが、実際には、それ以前から住んでいたようである。彼らは18世紀後半から19世紀前半にかけ、ベルファストにおいて海運業で成功し、 1849年のアイルランドにおける担保土地法（ジャガイモ飢饉による移民等で所有者が不在となった土地の処分を促進する法律）の施行後、ダブリン、ウェストミーズ県及びロングフォード県の地主になった。
4人兄弟の末子であるヘンリーの父ジェームズは、ロングフォード県バリナリーのカリーグレインの土地1,200エーカー（1878年当時835ポンド）を相続し、大規模農家だけでなく中流地主となった（1901年までにカリーグレインの土地には、49世帯のカトリック教徒と13世帯のプロテスタント教徒（そのうち10世帯がウィルソン一族）が住むようになった）。ジェームズは、ロングフォード県の高等県長官、治安判事、副知事を務めたが、アイルランドでは1898年まで地方自治政府がなかった。ジェームズと長男のジェミーは、ダブリン大学トリニティ・カレッジを卒業している。アイルランド土地同盟としての活動記録はないが、1960年代にアイルランド共和軍（IRA）のリーダーだったショーン・マコインは、ウィルソン一族は公正な地主、雇用主だったと記憶していた。ウィルソン一族はまた、ダブリン近郊のブラックロックにある18世紀の家屋フラスカティも所有していた。
ヘンリー・ウィルソンは、父ジェームズと母コンスタンスの次男として1864年カリーグレインに生まれた（夫妻には全部で4男3女の子供達がいた）。ヘンリーは、1877年9月から1880年の復活祭（3月28日）までの間マールボロ公立学校に通い、その後、陸軍入隊のための予備校に入校した。ヘンリーの弟の1人も陸軍で士官となり、それ以外の兄弟は不動産業者になっている。

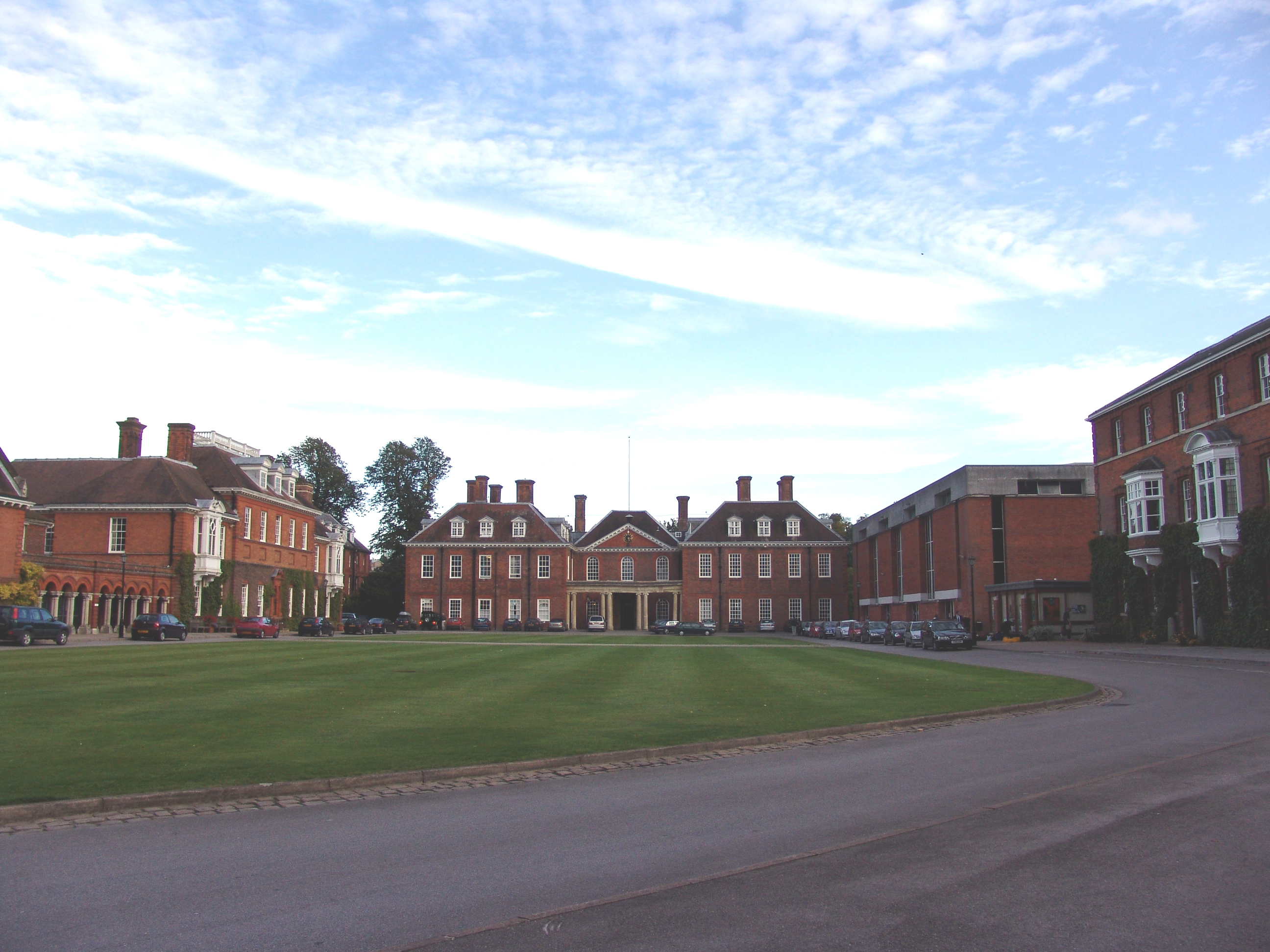
ヘンリーが少年の頃に通ったマールボロ大学

ヘンリーはアイルランドのアクセントで話し、自分自身をその時々により英国人、アイルランド人又はアルスター人と見なした。同時代の多くのアイルランド在住イングランド人やスコットランド人と同様、彼はしばしばブリテン島を「イングランド」として引き合いに出し、また自身について、イングランドではアイルランド気質を強調する一方、アイルランドではより英国人らしいと見なし、兄ジェミーの「アイルランドは国家として十分に均質でない。」という考えにも同意していたようである。ヘンリーはまた、アイルランド国教会の熱心な信徒でもあったが、その思いは1869年の国教会廃止以降、特有のアイルランド人と低教会派への帰属意識へと発展していった。ヘンリーはオレンジ団（プロテスタント教会と英国支配を支持するために設立された団体）の団員ではなく、時にはローマ・カトリック教会の礼拝に出席したが、英国国教会の聖職者により催される礼拝は嫌っていた。ヘンリーは個人的にはカトリックと良好な関係を得ていたが、カトリック教徒のジョージ・マクドノフ中将やウィリアム・ヒッキー少将を嫌い、昇進を妨げようしたという（根拠のない）説もある。

## 初期の経歴

### 下士官
1880年から1882年の間、ヘンリーは何回か英国陸軍士官のトレーニング機関に入ろうとして失敗している（2回はウールウィッチにあった王立陸軍士官学校で、3回は王立陸軍大学である）。両方の学校への入学試験は、どちらもひどく詰め込み教育が必要なものだった。英国の法学者、政治家であるジョン・フォーテスキューは、後年（1927年）、当時のヘンリーは長身の男子として「脳が発達する時間」を必要としていたと述べている。
ジョン・フレンチ卿やエドワード・スピアーズ（後の少将）のように、ヘンリーは当時知られていた裏の手段－最初に民兵部隊の士官になること－によって仕事を得た。1882年12月、彼は、ロングフォードの民兵部隊、ライフル旅団の第6大隊に入隊、また第5マンスター歩兵部隊にも入隊して訓練を受けた。彼は、これら2つの訓練期間を経て正規の軍人となる資格を得て、1883年～1884年の冬季の更なる詰め込み教育、仏アルジェと独ダルムシュタットでの語学教育の後、1884年7月に陸軍の試験を受け、王立アイルランド連隊に任官、その後すぐにより名門であるライフル旅団に異動した。
1885年の初め、ヘンリーはインドに向かう第1大隊に配属され、現地で趣味としてポロ競技や猛獣狩りを始めた。1886年11月には、第三次英緬戦争に参加するため、ミャンマーのエーヤワディー川上流、先頃ミャンマーに併合されたマンダレーのちょうど南側に配置され、彼のアラカン山脈における対ゲリラ作戦は、「下級将校の戦争」として知られるようになった（英国の軍隊は騎馬歩兵から成り、そこにグルカ兵が伴っていた）。
ヘンリーは、「国王の王立ライフル部隊」のヘンリー・ローリンソン（当時大尉。後に将軍）と共に従軍したが、ローリンソン大尉は日記の中でヘンリーを「非常に良い男」と述べている。1887年5月5日、ヘンリーは左目の上方を負傷したが、その傷は癒えなかったので、カルカッタで6か月過ごした後、連隊の任務を解かれるまでアイルランドで治療しながらほぼ1888年いっぱいを費やした。彼は傷が残ったままとなり、その傷によって「醜いウィルソン」、「英国軍で最も醜い男」というあだ名を付けられた。

### 結婚
アイルランドにいる間、ヘンリーは2歳年上のセシル・メアリー・レイに求婚するようになった。彼女の家族は、エリザベス1世治世後半にアイルランドに移り住み、ラフ・エスク、ドニゴール近くのアードモナと呼ばれる地所を所有していたが、その収益性は1840年代のジャガイモ飢饉以降回復せず、また、1849年12月26日、家族がひと冬を過ごしただけの家の外で、爆発物が入った2つの小樽が爆発したりしている。セシルの父ジョージ・レイは、1850年から1878年に死去するまで不動産業者として、末期にはキルデアにあるドロヘタ卿の地所のために働いたが、セシルは困窮した環境で育ったため、アイルランド政治に関する見方は夫よりむしろ強硬だったようである。ヘンリーとセシルは、1891年10月3日に結婚した。
ヘンリー夫妻は子供がいなかったが、ペット（犬の「パドル」を含む）や他人の子供達に愛情を与えた。また、彼らは 1895年から1896年に若いギルフォード卿に、1902年12月からはセシルの姪レオノーラ（「リトル・トレンチ」）に家を提供した。

### 幹部学校
1888年ヘンリーは、結婚を考えている間に幹部学校に入る勉強を始めたが、恐らくそれは、幹部学校に出席することが、厳しい連隊に勤務するより安上がりなだけでなく、昇進の可能性も開かれていたからである。この時ヘンリーは、6,000ポンドの信託財産から年間200ポンドの個人収入を得ていた。1888年の末に、ヘンリーは外国でなく本国の勤務に合格し、1889年初めにドーバーの第2大隊に加わった。
ヘンリーは、1889年にホワイツ紳士クラブのメンバーに選ばれた。その当時のメンバーの名簿は残っていないが、長兄のジェミーが1894年にブルックス紳士クラブに選ばれた際、その提案者と支持者はロンドンにいる英国とアイルランドのエリートの有名なメンバー達だった。
ヘンリーは、オールダーショットへの派遣後、1890年5月にベルファストに派遣され、1891年5月に幹部学校の第15期（全25期中）にヘンリー・ローリンソン大尉より数点よい成績で合格した。フランス語とドイツ語は彼の最も良くない科目だったが、1892年1月にそこで勉強を始めた。ヘンリーは、陸軍に入るために苦労はしたが、試験に合格したことで頭が悪いわけではないことを証明した。
1893年8月、ヘンリー・ヒルドヤード大佐が幹部学校の校長になって改革を始め、試験よりも屋外活動を含む継続的評価により重きを置くようになった。ヘンリーはまた、ジョージ・ヘンダーソン大佐の下でも学び、大佐は学生達に彼らが司令官に就任した時にどうすべきかを問い、軍事史について考えることを奨励した。
 
幹部学校にいる間、ヘンリーは1893年3月に普仏戦争の戦場を訪れている。ローリンソン大尉とトーマス・スノウは、しばしば勉強仲間となり（アイルマー・ホールデイン（後の将軍）も自身の1948年刊行の自叙伝で仲間だったと主張しているが、これはヘンリーの日記では裏付けられていない）、ランスロット・キゲル（後の陸軍中将）は、下の学年だった。ローリンソン大尉とヘンリーは親友となって、しばしば一緒に過ごし、社会活動に参加したが、ローリンソン大尉は1893年5月にヘンリーをフレデリック・ロバーツ卿（将軍。後の元帥）に紹介し、両者がインド防衛計画 に取り組んでいる間にヘンリーはロバーツ卿の子飼いの部下となった。

### 参謀将校
ヘンリーは1893年12月に幹部学校を卒業するとすぐに大尉（英国陸軍、海兵隊）に昇進した。彼は1894年の初め、インド第3大隊に配属されることになったが、アーサー (コノート公)に対するものを含む広範囲な陳情活動に失敗した後、ダブリンにおいて医師から配属延期の診断結果を得た。彼はその後2年間香港第1大隊に配属されることを知ったが、8月には別な大尉と交替できた（その大尉は服務期間中に死亡した）。ヘンリーがなぜそれほど海外勤務を避けたがっていたかに関する明確な証拠はない。レピントン中佐（当時、陸軍省調査部のスタッフ長）は、同年7月、ヘンリーをフランス陸海軍の施設への出張に連れて行った。同年9月の連隊に対する短期間の勤務後、ヘンリーは、レピントン中佐の口添えで、同年11月陸軍省に異動し、初めは無給のアシスタントとして働き（ヘンリーは生活を乗り切るため、おじから小切手を受領した）、その後、レピントン中佐の業務を引き継いだ。
調査部は、1880年代後半にヘンリー・ブラッケンバリー将軍によって創設され、一種の幕僚代理のようなものになった。ブラッケンバリー将軍の後、1891年4月には、ロバーツ卿の子飼いであるエドワード・チャップマン将軍が引き継いだ。ヘンリーは、そこで1894年11月から3年間働いた。
調査部は6つの部門（植民地防衛、4つの海外地域局、図書）があり、それぞれに補佐する部門附の将官（少将クラス）、スタッフ長、職員がいた。情報の多くは公の情報源又は大使館付武官からもたらされた。
ヘンリーは、1895年11月からローリンソン大尉の「将校手帳」－ガーネット・ウォルズリー元帥の旧版が土台になっている－の作成を手伝う時間を見出し、それは公式の「戦地勤務ポケット手帳」の誕生につながった。
ヘンリーは、A部門（フランス、ベルギー、イタリア、スペイン、ポルトガル及びラテンアメリカ担当）で勤務した。1895年4月、ほとんど毎日3時間超の集中的な個人指導を受けたにもかかわらずベルリン配属のためのドイツ語試験に失敗したが、5月5日（31歳の誕生日）に、A部門のスタッフ長をレピントン中佐から引き継ぎ、彼は英国陸軍で最も若い参謀将校となった。彼は任務によってパリ（同年6月、北部ニジェールのボルグ県への遠征について問い合わせるため）とブリュッセルに行った。

## ボーア戦争
第二次ボーア戦争: ボーア戦争

### 緊張の高まり
1896年1月、ヘンリーは、当時発生したトランスヴァール共和国における、リンダー・スター・ジェームソンとその私兵による侵入事件（ジェームソン・レイド）を「非常に好奇心をそそり」かつ「最も異常な」ものと捕えた。ヘンリーは、オールダーショット第二旅団に在職中のジャック・コーワンズ（悪名高い女好きで乱暴な商売に明け暮れていた）が退任すれば、後任の少佐に着任する見込みであったところ、結局それは同年9月まで実現しなかったが、2月にイタリアがエチオピアに侵入して植民化したエリトリアに関する21ページの報告書を提出し、3月にウォルズリー元帥に対して、同月に発生したイタリアのアドワの戦い（第一次エチオピア戦争の敗北を決定付けた）の概要を報告するなどの活動を行った。
1897年春以降、ヘンリーは、トランスヴァール共和国と戦争になる可能性が濃厚だと信じ、必要な規模の派遣軍の投入を説いて回った。その年の春、彼は、H・P・ノースコット少佐（情報部内の大英帝国担当の部門長）を助け、トランスヴァール共和国の「クリューガー大統領の戦争回避を打ち砕く」ための計画を作成し、ホワイツ紳士クラブにおけるノースコット少佐とロバーツ卿（後のアイルランド司令長官）との昼食をアレンジするなどした。アイルランド自由国の初代自治領大臣レオ・アメリーは後に、ヘンリーとドーネイ大尉は、ロバーツ卿の最後の計画となる、西欧のボーア侵略の立案を支援したと主張している。1897年6月、ヘンリーは、ヴィクトリア女王の在位60年周年記念式典（ダイヤモンド・ジュビリー）において勲章を授かったが、彼は戦争勲章を得ていないことを残念に思っていた。友人のローリンソン大尉とは異なり、マフディー戦争に参加する機会を失ったのである。

### ナタール共和国におけるブラー将軍の配下として
1899年に緊張が再び高まり、英国ケープ植民地の知事（高等弁務官）アルフレッド・ミルナー卿が、1万人の兵士が送り込まれるべきと要求していた時、ヘンリーは（7月4日に）4万人が送り込まれるべきと書き記している（結果的には、44万8千人の白人兵士と4万5千人のアフリカ人兵士が8万7千人のボーア軍と戦うために動員された）。ヘンリーは、第3旅団（現在のオールダーショット駐屯の第4又は「軽」旅団。10月9日からネヴィル・リテルトン将軍の指揮下になっていた）付の少佐となった。第二次ボーア戦争は1899年10月に宣戦が布告され、ヘンリーは11月18日、ケープタウンに到着した。

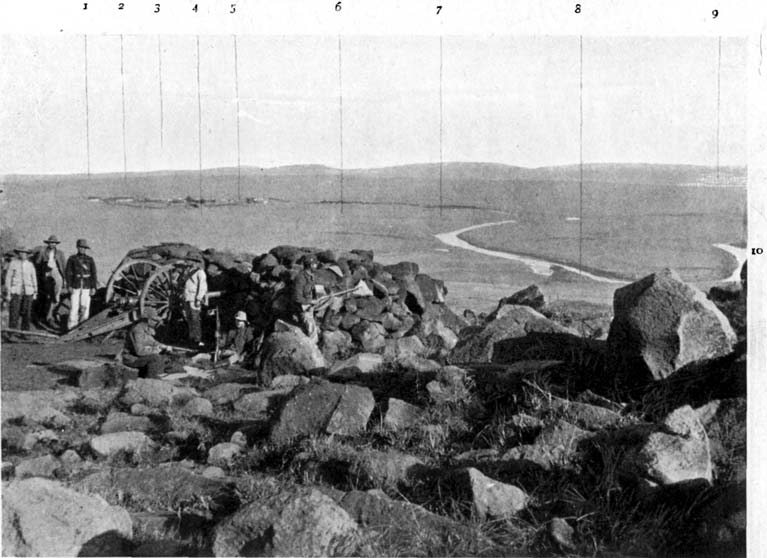
第二次ボーア戦争におけるコレンゾーの戦い（ヘンリーは戦闘を視察）

ヘンリーの旅団は、ナタール共和国に送られ、11月後半までにボーア軍に包囲されていた同国の都市レディスミスから509マイルのモーイ川付近に野営した。旅団は、12月15日のコレンゾー(Colenso)の戦いに参加したが、不十分な砲撃の後に進軍して、連発式小銃を装備して塹壕に広範囲に隠れていたボーア兵に撃退された。ヘンリーは後に、「アフリカ南部における戦争の歴史」を執筆していたレオ・アメリー（前述）に注意を書き送り、ヘンリー・ヒルデヤード大将の第2旅団が開放隊形で進軍したため、アーサー・フィッツロイ・ハート少将の第5（アイルランド）旅団の密集隊形による攻撃よりもいかに軽微な死傷者で済んだかを伝えた。コレンゾーの戦いは、ウィリアム・フォーブズ・ガタクレ中将の12月10日のストームベルグの戦いにおける敗北、ポール・サンフォード・メシュエン将軍（後の元帥）のマゲルスフォンテーン(Magersfontein)の戦いにおける敗北（12月11日）に続く、暗黒の一週間における第三の敗北であった。
ヘンリーは、「ここにはうまくいくことがなく、R.B．（レドバース・ブラー将軍）の精神（絶え間なく揺れ動く）がある（1900年1月3日）。」と綴っている。レドバース・ブラー将軍は、総司令官をロバーツ卿と交替していたにもかかわらず、引き続きナタール共和国で指揮を執っており、チャールズ・ウォーレン将軍の第5師団を待っていた。レディスミス包囲戦における敵の砲撃は、ブラー将軍の陣地からも聞こえたが、彼はヘンリーの提案（軽旅団が15マイル上流のツゲラ川のポトガイター（Potgieter）の浅瀬を渡河する）を拒否した。ヘンリーは、12月16日以降の遅延とブラー将軍のリテルトン将軍や他の上級士官達との情報共有の失敗を批判している。結局、ブラー将軍は、1月16日になってリテルトン将軍に同地点の渡河を、翌日には彼の増援された部隊の大半が5マイル上流のトリハート（Trikhardt）の浅瀬を渡河することをそれぞれ許可している。ヘンリーは、トリハートの浅瀬を渡河する間に実施した軽旅団によるけん制砲撃を称賛された。
続いて起こったスピオン・コップ (Spion Kop) の戦い（1月24日まで）の間、ヘンリーはブラー将軍について、適切なスタッフや意思疎通の能力、そしてブラー将軍が配置したウォーレン将軍との連携がいずれも不足していることを批判した。戦いの後（おそらく彼がロバーツ卿に向けて1902年1月に）書かれた報告では、ヘンリーは、スピオン・コップの東北東2マイルのシュガーローフ（the Sugar Loaf、リテルトン将軍の軍勢が3方向から攻められていた）を占領するため、バスーン・バッカニアズ（Bethune’s Buccaneers、騎馬歩兵）だけでなく2個大隊（キャメロニアンズ（スコッティッシュ・ライフルズ）大隊（Cameronians (Scottish Rifles)）と第60王立ライフルズ大隊）を送り込んで敵の圧力をそらしたかったと主張している。
リテルトン将軍は25年後に、ヘンリーが自分ではなくウォーレン将軍に増援を送る提案をしたと主張したが、ヘンリーの当時の日記は（不明瞭ではあるが）、リテルトン将軍がいるシュガーローフを確保するため「我々」は第60王立ライフルズ大隊を送り込み、一方バスーン騎馬歩兵とキャメロニアンズ大隊は、ウォーレン将軍を支援するためスピオン・コップに向かったが、同地が激戦となったので、リテルトン将軍はヘンリーの提案（第60王立ライフルズ大隊を支援するためシュガーローフにキャメロニアンズ大隊を転進させること）を断ったと主張している。
敗北後、ヘンリーは、ブラー将軍が2月5日までにレディスミスに到達するための前進や予測能力が欠如していたことを再び批判した。2月6日は、軽旅団が、翌晩のブラー将軍による撤退前にヴァール・クランツの戦いでスピオン・コップの丘を占領している。ヘンリーは、ブラー将軍は兵力において塹壕襲撃のために必要な3倍の優勢がなく、その判断は正しかったと記録したが、2月20日までには再び、ブラー将軍が更なる勝利の手柄を立てるには動きが鈍いと不満を表明している。レオ・アメリー（前述）は後に、ヘンリーは司令官（ブラー将軍）を逮捕すべく旅団付の少佐を集めるよう提案したという悪意ある話を語っているが、実際、ヘンリーは当時、リテルトン将軍を尊敬しているように見えた。ヘンリーはまた、第5（アイルランド）旅団を指揮したアーサー・フィッツロイ・ハート少将を次の点で「完全なる恥辱、砲火を浴びてすっかり無分別、無力になった」と強く批判している。すなわち、2月24日に密集隊形でイニスキリング・ヒル（Inniskilling Hill）を攻撃したこと（ツゲラ高地の戦い参照）、同日、軽旅団の一部であるダラム・ライト歩兵部隊を置き去りにして敵の攻撃にさらしたこと（ヘンリーはその陣地を訪れ、リテルトンとウォーレン両将軍に進言して、2月27日に彼らは撤退させられた）、軽旅団の監視兵を配置してほしいという要請を拒否し、ボーア軍による旅団本部への夜襲を防ぐ体制構築のためヘンリーを残したことである。
軽旅団は、最終的に2月27日にイニスキリング・ヒルを占領し、レディスミスはその翌日に開放され、ヘンリーは同地で包囲されていた旧友のローリンソン（1月に少佐に昇任）との再会を果たすことができた。
レディスミスの解放後、ヘンリーは引き続き、ブラー将軍とダグラス・コクラン伯爵の貧弱な補給体制や弱いリーダーシップを強く批判した。プレトリア陥落後、ヘンリーは、ボーア軍はゲリラ戦に移行すると正確に予測したが、戦争が1902年の春まで続くとは思っていなかった。

### ロバーツ卿のスタッフとして
1900年8月、ヘンリーは、「参謀長」に呼び出されて副将の部署にいたローリンソン少佐の補佐役に任命され、自身の旅団付の少佐職に戻らず、そこに留まることを選んだ（その仕事は、彼の弟で第60ライフル大隊付の副官だったトノ（Tono）に譲られた）。その動機の一つは、故郷に早く帰りたいという願いだった。ヘンリーは、南アフリカのプレトリアでは、ローリンソン少佐やエディー・スタンレー（エドワード・スタンレー、後の17代ダービー伯爵）　～二人ともロバーツ卿の事務官であり、三十代半ばで、24歳と29歳のロバーツ卿の娘たちと交際していた～　らと一緒に暮らしていた。
ヘンリーは、1900年9月1日、副将の副補佐、　及びロバーツ卿の軍秘書官（人事政策を司る）補佐に任命されたが、それは彼がロバーツ卿とともに12月に故郷に帰ることを意味した。当時ヘンリーは、リテルトン将軍から南アフリカで自分の参謀になるよう、トーマス・ケリー・ケニー将軍からは、自身が昇進を希望していた南部軍の参謀になるよう、それぞれ求められていた。ロバート卿のスタッフになっている間、ヘンリーは、ケリー伯爵大尉（ヘンリー・ペティ＝フィッツモーリス (第6代ランズダウン侯爵)、1908-18年トーリー党 (イギリス)下院議員）、ヘリワード・ウェイク（後に連合軍最高軍事会議におけるヘンリーの配下、準男爵）、ウォルター・コーワン（後の海軍提督）、アーチボルド・マーレイ（後に1914年の英国海外派遣軍（BEF）参謀長）らと出会った。

## レピントン中佐の離婚
1899年10月9日、チャールズ・ア・コート・レピントン中佐は、軍から叱責を受け、自身の軍におけるキャリアを維持するため、長年の情婦メアリー・ガースティンとの関係を断つという誓約書を同僚であるヘンリーに提出した（ヘンリーは、1893年に死去したメアリーの父親やメアリーのいとこであるギルフォード婦人の友人であり、ギルフォード婦人が1898年12月、この不貞行為の解決にかかわるよう依頼したのである）。1900年2月12日、レピントン中佐は、コレンゾー近郊のチーベレー（Chieveley）でヘンリーに対し、「メアリーの夫が自分の他の不貞に関する噂をまき散らしていたと聞いて、自分は誓約から解放された。」と語った。その後、レピントン中佐は、離婚の審問において、誓約したにもかかわらずメアリーとの関係を続けていたと暴露され、誓約からは既に解放されていると反論したが、ヘンリーはチーベレーで聞いたことに関する答弁書への署名の要請を拒絶し、またトーマス・ケリー－ケニー副将の同様の要請にも応えなかった。これは、ヘンリーが日記に詳細を書いておらず、また、ギルフォード婦人はヘンリーが詳細を書いた手紙を破り棄ててしまったためで、ヘンリーは、レピントン中佐の「誓約から解放された。」という主張を承認することができず、レピントン中佐はヘンリーが自分を陥れたと考えた。陸軍では後に、ヘンリーは潜在的なライバルであるレピントン中佐を意図的に陥れたのだと噂された（ジェイムズ・エドモンズ准将と軍事史家リデルハート退役大尉の対話、1935年と1937年）。レピントン中佐は誓約を破ったとされて軍を退役せざるを得なくなり、後の第一次世界大戦の直前から重要な軍事ジャーナリストとなった。

## エドワード7世時代

### 陸軍省
1901年、ヘンリーは、陸軍省でイアン・モンティス・ハミルトン将軍の下で勤務して9か月間を過ごし、直近の南アフリカにおける戦争の論功行賞の配分作業を行った。ヘンリー自身も「行動力と成功」を示した「非常に有能な士官」として殊勲者公式報告書に掲載され、また殊功勲章（DSO）を獲得した。アイルマー・ホールデイン将軍は後に、将軍が殊功勲章（DSO）を得たことを妬んで、ヘンリーは自身にも受賞を強要したのだと主張した）。ヘンリーはまた、正式な少佐になることにより、中佐への名誉進級にも推薦された。　12月31日、ヘンリーは、自尊心の傷付きが勲章の配分に影響を与えたことについて、その配分の仕事で何人かの古い友人を失ったが、その人数は多くないと信じるとコメントした（ニコルソンとケリー・ケニー副将は、二人ともそれは認識不足であると感じている）。
1901年3月から5月の間、自由統一党の下院議員、ウィリアム・ヘンリー・ラティガンの命令において、また、セントジョン・ブロドリック (初代ミドルトン伯爵)による陸軍の再編成の提案を背景として、ヘンリーは（「参謀将校」という匿名で）パキスタン・ラホール市で発行されていた英字新聞シビル・アンド・ミリタリー・ガゼットにおいて、陸軍の再編成についての12回にわたる記事を発表した。彼は、最近の大英帝国の大規模な成長により、もはや海軍だけに依存することはできず、また、陸軍の3つの主任務についても主張した。それらは、①母国防衛、②インド（対ロシア）、エジプト及びカナダの防衛（対米国。ヘンリーはそれでもなお英国は同国と友好関係を続けることを希望した）、③英国海軍が使用する主要な石炭基地と港の防衛である。ヘンリーは、この段階ではセントジョン・ブロドリックと異なり、英国が欧州の戦争に巻き込まれるようになることを明確に排除していた。彼はまた、英国は主要な植民地なしではスペイン帝国と同じ運命をたどるとも主張した。彼は、ブロドリックが提案した12万人ではなく、25万人の男性を海外派遣可能にすること及び徴兵制度の導入（リベラルな野党に除外されていた）についての検討を求めた。ヘンリーは、非公式に南アフリカのヨーマン部隊を（いくらかはその劣った能力に動機付けされて）訓練し、他の陸軍省の士官は、ブロドリックが紙上で進んで認めるよりも更に再編成の提案に敬意を示さなかった。

### 大隊の指揮官
ヘンリーは、1901年12月に少佐への実質的な昇進と約束された名誉昇進を獲得し、1902年にはコルチェスターのライフル旅団の第9臨時大隊（当時まだ進行中だった南アフリカにおける戦争に分遣隊を派遣することを目的としていた）の司令官になった。その大隊は1903年2月に解隊された。

### 軍の教育と訓練
ヘンリーは、ヘンリー・ヒルドヤード卿（将軍）配下の教育・訓練部門におけるローリンソン大佐の補佐役として陸軍省に戻った。それら3人の男たちは、「複合的訓練マニュアル」と「参謀マニュアル」の作成に取り組む委員会を導いた（それらのマニュアルは、1914年8月、陸軍が出征した際に施行された「戦地勤務規則パートⅡ」の基礎を作った）。ヘンリーは、父から1,600ポンドを借りてメリルボーンロードの外れに家を購入し、アイリッシュ・ツイードのスーツを着て、その家からしばしば陸軍省に歩いて通った。伝えられるところでは、ある時、彼は新聞売りと間違えられ、彼の新聞に対して差し出された小銭を受け取ったことがあった。1903年6月、ヘンリーは副将の補佐となった。
1903年7月、ヘンリーはフランス大統領エミール・ルーベを訪問している最中、「増加する人口と政治的規範のなさ」を有するドイツに対抗する英仏同盟の必要性について熟考した。
その時、ヘンリーはアーサー・バルフォア（首相）やウィンストン・チャーチル（1900年2月、イニスキリング・ヒルで初めてヘンリーに会い「やつれているがひょうきんな少佐（原文ママ）」と評した）、レオ・アメリーやレオ・マックスのような政治的な大立者と親しくしていた。1903年8月、セントジョン・ブロドリック卿が提案した陸軍再編成案のいくつかは、エルギン・レポートによって批判された（そしてヘンリーは「全く破滅的」と考えていた）。ブロドリック卿は、保守党議員によって議会で攻撃され、その一人はレオ・アメリーでヘンリーは彼に情報を提供していた。

### イーシャー卿の陸軍改革と参謀
レオ・アメリーの提案に基づき、ヘンリーの同僚ジェラルド・エリソンは、陸軍省（再編成）委員会（イーシャー報告を参照）の秘書官に任命された。その委員会は、子爵レジナルド・ブレット卿（イーシャー卿）、海軍大将ジョン・フィッシャー提督及び植民地行政官、男爵ジョージ・クラーク卿の3人から成っていた。ヘンリーは、イーシャー卿の目的には賛同していたが、それはヘンリーが陸軍省で始めた変革ほどのスピードはなかった。ヘンリーはイーシャー卿に働きかけて、幹部学校、王立陸軍士官学校（RMA）、王立陸軍士官大学（RMC）及び幹部の昇進試験を管理する部門の任務に就いた。ヘンリーは、幹部の訓練と昇進試験に関する助言を行うため、しばしば英国とアイルランド内を出張した。
1905年1月、ヘンリーは、キャンバリーで史上初の参謀会議と幕僚演習に出席した。彼は、特に1904年10月のドッガー・バンク事件（ロシアのバルチック艦隊が誤認により英国漁船を攻撃した事件）以降、参謀本部が設置されるよう工作を続け、レピントン中佐も1905年5月からそのために公然と運動し、それはブロドリック卿の後継者アーノルド・フォースター陸軍大臣が行動を起こす手助けとなった。フォースター大臣はヘンリーに意見を求め、ヘンリーは、戦略の問題に関して陸軍大臣の唯一の助言者になり得る強力な「参謀本部総長」を提案したが、その役職は皮肉にも第一次世界大戦の間、ヘンリーのライバルであるロバートソンによって支援されることになった。レピントン中佐、イーシャー卿とジョージ・クラーク卿からの圧力にもかかわらず、参謀本部の進歩は遅々としたものだった。8月、フォースター大臣は、ヘンリーが3か月前に提出したものに似た覚書を提出し、リテルトン将軍（当時、参謀本部総長）は、ヘンリーの役割を知らずに、それに支持を表明した。11月、ヘンリーはフォースター大臣のメモを報道機関に公表し、それはヘンリーがそうするよう命令されたものだと主張したが、フォースター大臣は当初「驚き」を表明したものの、その後、公表は「良いものに他ならない」ということに同意した。
ヘンリー家は、1904年と1905年にロバーツ卿（当時、参謀総長）とクリスマスディナーを共にした。ロバーツ卿は息子のフレディがボーア戦争で戦死していたが、彼の娘たちが血統を維持するために結婚してほしいという願いや希望についてヘンリーと議論することを好んだ。ヘンリーは、ロバーツ卿の貴族院のスピーチを手伝ったが、彼らの親密な関係はリテルトン将軍や、そして恐らくジョン・フレンチ卿とフォースター陸軍大臣の非難を引き起こした。リテルトン将軍との関係は、嫉妬やレピントン中佐の影響によって1905～1906年には、更に緊張するようになった。ヘンリーは、1906年1月の総選挙で与党の保守党が過半数に到達しないと予想したが、彼がうんざりしたのは、「反逆者」の ヘンリー・キャンベル＝バナマン卿が率いる自由党（伝統的に戦争や海外での冒険に反対）が地滑り的勝利を得たことだった。
1906年5月、トルコがアカバ湾の先端にある古代エジプトの砦を占拠した際に戦闘が発生した。ヘンリーは、ジェームス・グリアスン中将（作戦責任者）とリテルトン将軍（全く無能…明らかに危険な愚か者）が、作戦計画を承認したことに気付いたが、その二人の中将と主計総監のいずれからも意見を求められていなかった。1906年8月19日、レピントン中佐はイーシャー卿に手紙を書き、「ヘンリーは『興味をそそる詐欺師』、『昇る恒星を崇拝することが唯一の才能である低級策士であり、その才能は彼を知る者達によってより下品な言葉で表現されていた。』」と伝えている。1906年9月12日、陸軍指令第233号は、最終的に参謀本部が教育と訓練について助言し、また作戦を立案するよう定めた（ヘンリーは1905年の後半には陸軍指令をドラフトしていたが、参謀将校を任命するのは参謀本部総長か（ヘンリーが支持）、11人選定委員会かによる論争によって頓挫していた）。

## 幹部学校の校長

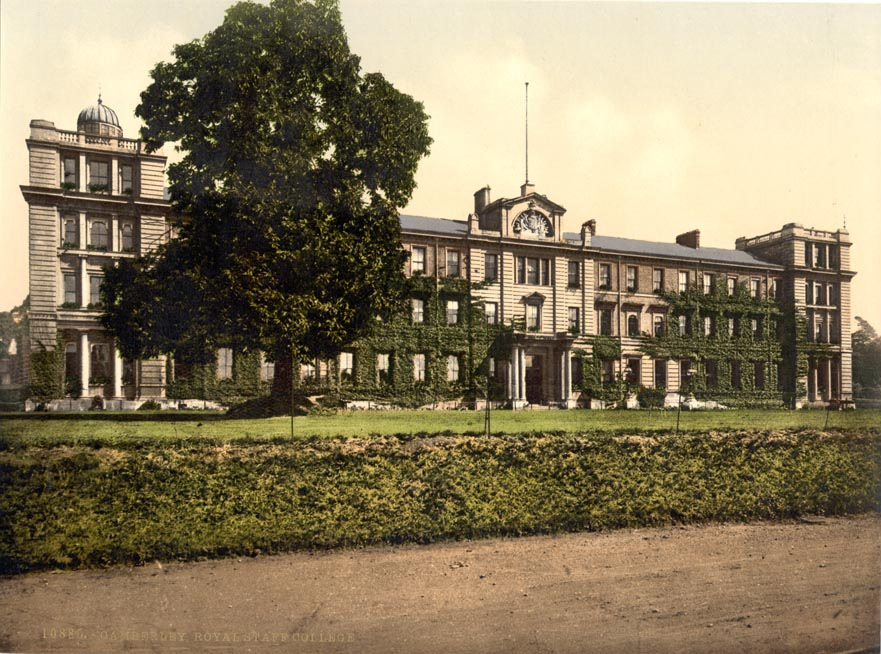
ヘンリーが校長に就任したキャンバリーの幹部学校

### 任命
ヘンリーは、ローリンソン大佐から、オールダーショット司令部の旅団長参謀への就任を誘われた時（1905年）には、早くも大佐の後を引き継ぎ、キャンバリーの幹部学校の校長になることを望んでいたが、その異動は年末まで延期された。1905年6月、ヘンリーは、フォースター陸軍大臣が彼を校長の適任者と考えていることを知ったが、ヘンリーを嫌うリテルトン将軍（参謀本部総長）は、7月12日に校長を准将が就任すべき役職に引き上げた。
1906年7月16日、ローリンソン大佐は、ヘンリーに年末に校長を引き継いでほしいと伝え、そのニュースは大佐への称賛の中、8月に新聞報道されたが、それはヘンリーよりもむしろ大佐がそれを漏らしたことを示唆していた。1906年9月と10月、リテルトン将軍は、エドワード（エドナ）・メイ大佐（作戦担当の副責任者で、イーシャー卿から「立派だが愚かな参謀」と評されていた）の校長への任命を支持した。スペンサー・エワート（作戦担当の責任者、後の副将）とダグラス・ヘイグ（当時、少将。軍事訓練の責任者）の二人は、メイ大佐の任命に反対し、一方、ロバーツ卿はリチャード・ホールデイン（1905年12月から陸軍大臣）にヘンリーを推薦する手紙を書き、イーシャー卿も、南アフリカでの優れた参謀の仕事ぶりと、キャンバリーの幹部学校におけるローリンソン大佐（校長）の軍事訓練の改善を継続するのに必要な強い性格を持つとして、ヘンリーを校長に推薦した。ヘンリーは、（10月24日にアイルマー・ホールデイン（当時、大佐。ホールデイン陸軍大臣のいとこ）から、間接的に彼が校長になれそうだと聞いてロバーツ卿に感謝の手紙を書き、卿の支持によって校長の職をつかみ取れたのだとほとんど疑わなかった。ヘンリーは、ロバーツ卿と非常に親しいままで、しばしば彼のクリスマスディナーに参加し、1909年5月には卿の金婚式に出席した。ジョン・フレンチ卿（当時、オールダーショット司令部で第1軍団を指揮）は、当初ヘンリーがロバーツ卿の子飼いなのか怪しんでいたが、今やヘンリーの立候補を支援し、1912年までにヘンリーはフレンチ卿からもっとも信頼される助言者となった。
ジェームス・エドワード・エドモンズ准将は後に（1937年に軍事史家リデルハート退役大尉に対し、また彼自身の未発表の回顧録において）、「ヘンリーは、参謀任務の指導者として行動する一方、（本当に愚かなアイルランド人）メイ大佐を校長職に推薦し、彼自身を二番目の推薦者とすることで、うまくその職を自らの手中にしたのだ。」とこれらの出来事を誇張して語っている。また、作家ティム・トラヴァーズ（Tim Travers）は、1987年出版の「The Killing Ground」において、第一次世界大戦前の陸軍では、昇進が支援者の引立てに依存していたことを描くため、この逸話を使っている。ジョン・ハシー（John Hussey）は、この件に関する調査において、ヘンリーの校長職就任を「気難しいが適任者という学校側の決定」であり、エドモンズ准将の話を「古い陸軍の構造的欠点に関し、何らかの証明をするには証拠に欠ける。」と退けている。また、キース・ジェフリー（Keith Jeffrey）は、作家トラヴァーズがもし本件を誤解していたとしても、その主張は全く実体がないわけではないと論じている（当時陸軍は、よりプロフェッショナル化が進み、リテルトン将軍は、自分が候補者として選んだメイ大佐が校長に就任できるよう支援することは困難となっており、ヘンリーの就任はそのような「過渡期」に発生したのである）。
ヘンリーは、1906年12月31日の日記に、自分は5年と1か月で大尉から准将に昇進したと記した。彼は、1907年1月1日付で実質的な大佐に昇進し、臨時の准将とキャンバリーの幹部学校長への就任は、1907年1月8日に公表された。
ヘンリーは、当初手持ちの金が足りず、キャンバリーへの引越費用のため350ポンドを借り、また、彼の俸給は期待していた楽しみを賄うには十分ではなく、海外で休暇を過ごすことやロンドンへの社交のための外出を減らす必要があったが、1907年8月の父の死による1,300ポンドの相続以後、数年の間にポロ競技用のポニーや2台目の自動車を買うことができた。（彼の校長としての俸給は、1907年の1,200ポンドから1910年には1,350ポンドまで上がった）。

### 教義
ヘンリーは、1905年5月のフォースター陸軍大臣へのメモと同じ程度以前から「思想の学校」が必要であると主張していた。学生に対する年初のスピーチにおいてヘンリーは、「管理の知識（参謀の骨が折れる単調な業務）」、「基礎体力」（ヘンリーは40代半ばだったが、ずっと若い参謀達に運動で引けを取らなかった）、「想像力」、「兵士と情勢への的確な判断」、そして「指揮官が遂行する作戦における不断の理解と意見具申」の必要性を強調した。英国軍事史家で大学教授のブライアン・ボンドは、「ヴィクトリア女王時代の陸軍と幹部学校」において、ヘンリーの「思想の学校」は単なる参謀将校の一般的訓練だけでなく、徴兵制度への支持や、戦争勃発時にフランスに英国海外派遣軍（BEF）を送る公約も意味していたと主張しているが、キース・ジェフリーは、それはボンド教授の誤解であるとしている（ヘンリーの政治的信条は、多くの参謀と共有されていたが、ヘンリーが上述のような意図をもって主張したことを確認できる書面の証拠がないため）。
ヘンリーは、エドモンズ准将（当時、MO5（軍事諜報部）を運営）ほどスパイ活動の危険性を気にしていなかったが、1908年3月、2人のドイツ人の理髪師を潜在的スパイとして幹部学校から追放させた。
ヘンリーは、1908年6月の国王誕生日の叙勲において、バス勲章（GCB）を授与された。
1908年、ヘンリーは上級クラスに、ドイツがベルギーを侵略したと仮定して、フランスに海外派遣軍（BEF）を配備する計画を作成させた。が、その事が世間に漏れて下院において質問が行われ、翌年ドイツのベルギー侵略の仮定がなくなった時、学生達は、その演習は「秘密」だったのだとはっきり気付いた。ヘンリーは、フランス陸軍大学（Ecole Supérieure de Guerre Paris）を訪れた際、初めてフェルディナン・フォッシュ（当時、准将）に出会った（1909年12月のことであり、その後、1910年1月にスイスでの休日からの帰路に二人は再会している）。二人は良い交友関係を結び、二人ともドイツはヴェルダンとベルギーのナミュールの間を攻撃してくると思っていた（結果的には、ドイツ軍はそれよりもずっと西方を攻撃した）。ヘンリーは、フォッシュ准将とヴィクトル・ユーゲ大佐が1910年6月に英国を訪問するよう手配したが、彼は短期間に計画を策定しようとしていたので、フォッシュ准将の演習方法をコピーした（それは学生達が、指導教官から「行け！行け！」とか「早く！早く！」と怒鳴りつけられ、混乱させられるような屋外演習だった）。
ヘンリーは、ハーパー大佐を伴って、将来、戦場になりそうな地域を偵察した。1908年8月、ヘンリーは、エドワード・パーシバル（Edward Percival (“Perks”)）と一緒に電車と自転車を使ってナミュールの南方を調査し、1909年8月、ヘンリーはモンスから旅立って、フランス国境をほとんどスイスまで南下した。1910年の春には、今度は自動車でロッテルダムからドイツに旅行し、国境のドイツ側を調査し、ベルギーのザンクト・フィートとビットブルクの近郊に建設された新しい鉄道路線及び多くの支線（ドイツ軍をアルデンヌ近くに集中させることを可能にする）に気付いた。
ヘンリーは、少なくとも1905年には個人的に徴兵制度を支持していた。彼は、ホールデイン陸軍大臣の計画（民兵（ミリシア　Militia）、義勇兵（ヨーマンリー　Yeomanry）、義勇軍を新たな国防義勇軍に統合する）は、ドイツ軍の訓練と効率性に対抗するには不十分と思っていた。1909年3月、ヘンリーはリベラルな（レピントンの影響でヘンリーはそう思い込んでいた）ウェストミンスター・ガゼット紙の、ヘンリーが徴兵制度を支持しているという記事の後、ホールデイン陸軍大臣に呼び出された。1909年11月、学生に対する指導の中で、ヘンリーは、公に政府に反対しないが、それでは十分ではないだろうとほのめかした。彼の妻セシルは、同月、全国兵役連盟の会議を催した。1907年11月、ヘンリーはホールデイン陸軍大臣にうまく働きかけ、新たな国防義勇軍に、訓練された参謀将校を供給するため幹部学校の規模を拡大させた（大臣は1908年3月の視察後、その拡大に同意した）。ヘンリーが有する教授が7名から16名に増える間に、学生の数は64名から100名になった。合計して陸軍224名、海軍22名の将校が彼の下で学んだ。
ヘンリーは、1910年1月、初めて議会（統一党）を支持して総選挙で投票した。。彼は「アスキス首相から打倒された過激派の嘘には胸が悪くなる。」と記している。

### 講義のスタイル
ランスロット・キーゲル副将（後の中将、英国王室属領ガーンジー知事）は、ヘンリーはキャンバリーの幹部学校長として「魅力的な」講演者であると書いている。 　任期中、ヘンリーは33の講義を行った。何人かの学生達（そのうち最も有名なのはアーチボルド・ウェーヴェル（後の元帥、伯爵））は後に、ヘンリーの開放的な講義、広い視点で機転を効かせた地政学と、彼の後任ロバートソンのより実践的なことに焦点を合わせた講義を対比している。これらの回想の多くは、詳細は当てにならず、ヘンリーとロバートソンの違いを誇張し、1920年に出版されたヘンリーの無分別な日記に影響されているかもしれない。
バークレー・ヴィンセント（日露戦争の観戦武官。イアン・ハミルトン副将（ヘンリーは嫌っていたようである）の子飼い）は、ヘンリーについてより批判的な見方をしている。ヴィンセントは、ヘンリーの戦術観（日本軍の士気の高さにより歩兵がロシアの防御火力を倒したという主張に懐疑的）、及びヘンリーの講義スタイル「一種の機転がきく道化…一種のイングランドで演じるアイルランド人」に反感を持っていた。

### 継承
1909年5、6月、ヘンリーは、旅団の司令を希望していたにもかかわらず、ヘイグの後を継いで幕僚勤務の指導者になると予想されていた。
1910年4、5月、キャンバリーにおけるヘンリーの校長の任期は、公式には1911年1月までとなっていたが、参謀本部総長（CIGS）のウィリアム・ニコルソン将軍は、その夏、ヘンリーにスペンサー・エワート副将の後任として作戦指導者（諜報部管理官）となるよう告げ、ホレース・スミス・ドリエン将軍のオールダーショット旅団への誘いを受けることを禁じた。1910年7月、ジョージ5世 (イギリス王)のキャンバリー公式訪問が、ヘンリーの任期の有終の美を飾った。
ヘンリーは、校長の後継者としてキーゲル副将を推薦し、ロバートソンの任命は「相当なギャンブル」だと考えており、「それが学校とこのクラスにどのような意味を持つか考えると私の心は沈む。」と記している。ヘンリーは、ロバートソンの私有財産の少なさから、接待が必要とされる校長の役職に適していないと感じていたのかもしれない。1910年7月28日、ロバートソンは、ホレイショ・ハーバート・キッチナー元帥（ヘンリーを批判していた）とキャンバリーを訪れたが、これが1914年8月におけるヘンリーとキッチナー元帥の良くない関係の原因となったかもしれない。エドモンズ准将は後に次のような話を語っている。すなわち、ヘンリーが（恐らく冗談か、ロバートソンの貧しさを話題にしたかったため）、どのように家具や校長宿舎改装の費用250ポンドの請求書を残していったかということ、また、ヘンリーの前任者ローリンソン将軍がロバートソンに助言した際、彼を慰めるとともに、宿舎改装費用の多くは、ローリンソン将軍自身の妻や以前の校長達によるものだと述べたことである。事実がどうであれ、ヘンリーとロバートソンの関係は、それ以降悪化した。
レピントン中佐（ヘンリーは彼を「汚いけだもの」「うそつきのけだもの」と思っていた）は、1910年9月27日にタイムズ紙で、最近の参謀将校の水準を批判し、ヘンリーが参謀将校を「ナポレオンを取り入れる者」に教育しており、ロバートソンはそれを解決する「第一人者」であると論じた。　1910年9月27日、ヘンリーは、エドワード・ロック（当時、少佐。後の少将）に「我々は、レピントン中佐に罵倒されることは、正直者の最高の称賛であると考えることで慰められる。」と手紙を書いている。

## 作戦部長

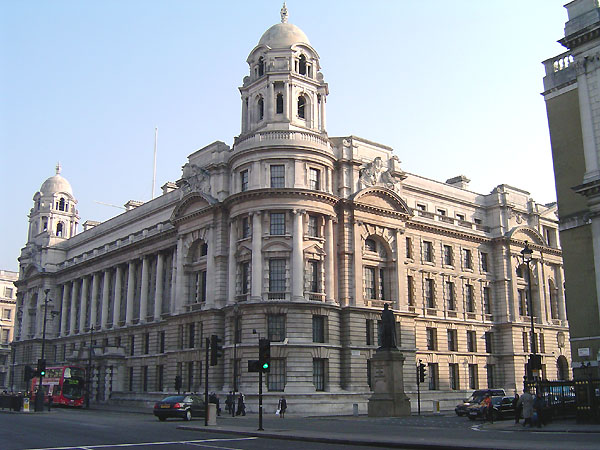
古い陸軍省のビル。ヘンリーは作戦部長として勤務した。

### 最初の決定
1910年、ヘンリーは英国陸軍省の作戦部長に就任した。ヘンリーは、作戦部長として33名の参謀将校の先頭に立ち、部門を次の5つに分けた。MO1「戦略及び植民地」担当、MO2「欧州」担当、MO3「アジア」担当、それ以外に「地理学」担当と「多方面」担当である。ヘンリーは当初、地図作成部門にしか関心を持っていなかった（そして彼の最初の行動は、彼のオフィスの壁に巨大な仏独間の前線地図を掛ける事だった）。彼は、すぐに部門を次のように編成し直した。MO1（王立軍（イギリス領インド軍を含む）担当。国防義勇軍は故国防衛の一部と見なされ軍事訓練部長に責任を負う。）、MO2（「フランス及びロシア」担当）及びMO3（「三国同盟」担当）。
ヘンリーは、作戦部長として最も重要な任務は、1909年7月の帝国国防委員会（CID　Committee of Imperial Defense）の決定に従い、海外派遣軍（BEF）をフランスに展開するための詳細な計画を作成する事だと信じていた。この領域は、前任のグリアスン中将による第一次モロッコ事件中の計画からほとんど前進していなかった。スペンサー・エワート少将（グリアスン中将の後任）とウィリアム・ニコルソン参謀本部総長（CIGS）は、フランス駐英武官だったヴィクトル・ユーゲ大佐と取引する事を避けていたからである。ヘンリーが作戦部長として書いた36通の書類中、21通が海外派遣軍（BEF）に属する話を取り上げていた。彼はまた徴兵制度が導入される事も希望していたが、これは徒労に終わった。
ヘンリーは、ホールデイン陸軍大臣が計画した海外派遣軍（それぞれが3個旅団から成る6個師団と4個旅団から成る騎兵師団）の規模を、単に英国国内に適した軍隊の「改造」であると言い、しばしば「回答が6個師団であった事については軍事上の問題はない。」と断言した。フランスのフォッシュ将軍は、ヘンリーに次のように話したと言われている。「英国が伍長と4人の兵士を大陸に派遣してもらえれば幸いであり、伍長らをドイツ軍に殺させると約束する。そうすれば英国は全力で参戦できるだろう。」　フォッシュ将軍は、ロシア訪問から戻ったばかりだったが、もし戦争になった場合、フランスはロシアをあてにできないかもしれないと心配しており、以前にも増して英国の軍事的支援を切望していたのである。フォッシュ将軍は、1910年10月、娘の結婚式にヘンリーとパリの英国駐在武官フェアホルム大佐を招待した。一方、フォッシュ将軍のロンドン訪問（1910年12月6日）の際には、ヘンリーが彼を外務省の終身事務次官であるニコルソン卿に引き合わせた。
1910年、ヘンリーはイートン・プレイス36番地を13年間2,100ポンドで賃借した。彼の給料は当時1,500ポンドで、その家は経済的な負担であり、ヘンリーはしばしばその愚痴を漏らしていた。
ヘンリーと彼のスタッフは、1910年から1911年の冬を「壮大な戦略的ウォーゲーム」を行う事に費やし、列強が戦争勃発時にどう動くかを予想した。

### 1911年初頭
ヘンリーは、海外派遣軍（BEF）を配備する既存の計画（「WF」計画として知られ、「フランスと共に」を意味していたが、しばしば誤って「ウィルソンとフォッシュ将軍」の頭文字だと思われた。）は、「恥ずべきもので純粋に理論的で何者にも全く価値がない机上の準備」であると考えていた。彼はニコルソン参謀本部総長に、輸送計画に着手する事の認可を要求する長い覚書（1911年1月12日付）を送った。彼は、ホールデイン陸軍大臣（1月20日に既にグレイ外務大臣に相談していた）との昼食後、その認可を与えられた。
1911年1月27～28日、ヘンリーはブリュッセルを訪問してベルギー参謀本部の幕僚と食事をし、その後、駐在武官トム・ブリッジズ大佐とフランスムーズ県の南部地方の一部を探索した。2月17～27日の間、彼はドイツを訪問し、英国大使館における夕食会でベートマン・ホルヴェーク首相と海軍大臣ティルピッツ提督に会った。
その帰路において、彼はどれくらい多くの鉄道の側線が、ベルギー国境のリエージュ州エルスタルで造られているかに気付き、2月26日、パリでフォッシュ将軍とフランスの参謀総長ラフォート・デ・ラディバット将軍と食事をした（その際、ヘンリーはフォッシュ将軍にレピントン元中佐の意見に耳を傾ける事について警告している）。ジョン・フィッシャー提督は（1911年2月27日のジャーナリストJ.A.スペンダーへの手紙において）、ヘンリーの大陸における軍隊を配備計画を敵視していた。3月21日までに、ヘンリーは動員4日目に海外派遣軍（BEF）の歩兵部隊を、続く7日目には騎兵部隊、9日目には砲兵部隊を乗船させる計画を作成していた。
1911年4月、ヘンリーはニコルソン参謀本部総長の要請（レピントン元中佐の新たな陸軍の批評の手伝い）を拒否し、レピントン元中佐を「名誉に欠けており、うそつきな男」と言明した。ヘンリーはまた、5月24日に タイムズ紙の編集者（後に編集長）ロビンソンにレピントン元中佐の話に耳を傾ける事について警告している。

### 第二次モロッコ事件
ヘンリーは、7月4日（フランス人を威嚇すべく、ドイツがイルティス級砲艦パンター号をモロッコ南西の港湾都市アガディール（Agadir）に派遣した3日後）、深夜まで眠らずに参謀本部総長（CIGS）に長い書面を書いた。7月19日、彼はアドルフ・メッシミ（フランスの戦争大臣）とオーギュスト・イヴォン・デュバイユ将軍（フランスの参謀総長）との会談のためパリに向かった。ヘンリーとデュバイユ将軍の覚書は、両国政府とも約束していない事が明確にもかかわらず、戦争の場合は、英国海軍が6個師団の歩兵部隊と1個師団の騎兵部隊（合計150,000名）をルーアン、ル・アーブルとブローニュへ派遣し、海外派遣軍（BEF）が動員13日目までにアラス、カンブレー及びサン＝カンタンの間に集結する事を約束していた（実際には、フランスがそれを知っていたか不明ながら、輸送計画は全く準備ができていなかった）。英国が送ろうとしていた公約の規模は、誇張した考えであるという点は残されていたが、フランス人は、その海外派遣軍を「ヘンリーの軍」と呼んだ。
ヘンリーは、デビッド・ロイド・ジョージ議員（当時大蔵大臣。後の首相）の邸宅におけるスピーチ（フランスを支援する内容で、彼は「臆病なグレイ外務大臣の引き延ばし」より好ましいと考えていた）を承認した。8月9日、ヘンリーは、グレイ外務大臣、エア・クロウ卿（外務省の次官補佐）と昼食をとり、英国がフランスと同じ日に軍を動員して全6師団を送り込まなければならないと彼らをせき立てた。ヘンリーは、二人のうちグレイ外務大臣の方を「最も無知で無頓着…ポルトガルよりも大きないかなる国の外相にも全く不向きな、無知でうぬぼれの強い、弱い男」と考えていた。ヘンリーは恐らく、グレイ外務大臣が平和的解決を見出そうとするだけでなく、国内の政治危機が1911年の議会法の採決強行とロンドン、リバプールと南ウェールズのストライキに対する軍隊配置にあるとみなしている事を、評価できなかったのだろう。

### 帝国防衛委員会（CID）の会議
モーリス・ハンキー（当時海軍本部、帝国防衛委員会書記官補） は、（1911年8月15日のレジナルド・マッケナ海軍卿への手紙で）ヘンリーの「大陸における軍事作戦のための完全な強迫観念」について不満を述べ、彼の自転車による視察をあざ笑い、陸軍省を同意見の将校で満たしたと非難した。ニコルソン参謀本部総長の要請を受け、ヘンリーは書面（8月15日付。以前の10年間を超える彼のアイディアの進化に基づくもの）を準備したが、その書面で彼は、ドイツがフランスを打ち破って大陸支配を成し遂げる事を妨害するには、英国の援助が必要であり、その援助は結果に倫理的及び軍事的な効果を及ぼすと主張した。彼は、フランスはドイツに対して、動員13日目までは前線の師団数が63個対57個と上回って優勢だが、17日目までにはドイツがフランスを96個対66個師団と上回る、しかしながら作戦地域の通過可能部分の道路の狭さにより、ドイツは初期段階では最大54個師団しか配備できないだろうから、それは海外派遣軍（BEF）の6個歩兵師団をして結果に対する分不相応な影響を与えさせる事ができると主張した。アーネスト・メイは後に（著書「敵を知る事:2つの世界大戦間の諜報の評価」（1984年）において）、ヘンリーが上述の師団数を「作り上げた」と主張したが、それはエドワード・ベネットの「ヘンリーが主張した数値はそれほど間違っていない。」とする主張により疑問を呈されている（近代史ジャーナル、1988年6月）。
上記のヘンリーの主張が、8月23日開催の帝国防衛委員会（CID）会議における参謀本部の立ち位置になった。この会議には、首相のハーバート・ヘンリー・アスキス、ホールデイン陸軍大臣、マッケナ海軍卿、チャーチル内務大臣、グレイ外務大臣、ロイド・ジョージ大蔵大臣、ニコルソン参謀本部総長、フランス人（海外派遣軍の司令官のような存在）とヘンリーは陸軍を代表し、アーサー・ウィルソン（海軍本部第一海軍卿（軍令部長））とアレキサンダー・ベセル（海軍情報部長官）らが出席した。ウィルソン提督は自身のまずい主張を行い、海外派遣軍の準備ができる頃には、ドイツ軍はパリまでの中間地点にいると思われ、バルト海沿岸かアントワープに1個師団が上陸する一方で5個師団が英本国を守るべきである（英国が召集できると期待されていた4～6個師団では、仏独双方70～80個師団超の戦争においては、ほとんど影響を持たないため）と提案するものだった。ヘンリーは、英国海軍の計画は「自分がこれまでに読んだ最も子供じみた書面の一つ」であると思った。ヘンリーは、明らかに帝国防衛委員会の会議が初めて聞く彼自身の計画を提示した。ハンキー書記官補は、自身はその計画に完全には同意しなかったが、ヘンリーの明快な演説が勝利を収めたと記録した。アスキス首相は、海軍に対し、陸軍の計画に賛成するよう命じたが、首相自身は4個師団のみを派遣する事を選択した。ハンキー書記官補はまた、1914年に至ってさえもジョン・フレンチ元帥とダグラス・ヘイグ（当時、海外派遣軍の第一海軍司令官）は、同会議で何が決定されたのか完全には知らず、ジョン・モーリー（枢密院議長）とジョン・バーンズ（地方政務院（LGB）長官）は、その決定を受け入れる事ができず内閣を辞職し、チャーチルとロイド・ジョージは大規模な軍隊の派遣をフランスに約束するという意味合いを決して完全には認めなかったと記録した。
会議後、ハンキー書記官補は、動員計画を詳しく記述した「戦争教本」を作り始めたが、海外派遣軍の正確な配備は1914年8月4日まで未定だった。
ウィルソンは、フランスのモブージュに軍を配備する事を勧めた。彼は（それは後で誤りと分かったが）、ドイツ軍はマース川南方のベルギー領のみに侵攻するだけであり、更に北方を攻撃するという事は、リエージュ、ユイとナミュールへの攻撃、マーストリヒト突出部を横切る事によるオランダの侵攻を意味し、ベルギーの抵抗を引き起こすだろうと考えていた。
次の数週間、ヘンリーは、ベルギーとの協定を得る事に熱心なチャーチル内務大臣（会談を3時間行った一人）、グレイ外務大臣とロイド・ジョージ大蔵大臣といくつかの会談を行った。これは、ホールデイン陸軍大臣とニコルソン参謀本部総長の反対を引き起こし、ホールデインはチャーチルに「ヘンリーは少々衝動的だ。彼はアイルランド人で…ベルギー軍のほとんど何も知らない。」と伝え、ニコルソンは、ヘンリーによる1911年9月20日付の長々とした文書（ベルギーとの合意を主張するもの）を抑え込んだが、結局、その文書は1912年4月に、ニコルソンの後継者ジョン・フレンチ卿により帝国防衛委員会に回付された。

### 1911年後半
第二次モロッコ事件の間、ヘンリーはチャーチル内務大臣に最新の諜報結果を渡したがっていた。例えばドイツ軍がベルギーとの前線でマルメディ近くに2個師団を配備していた事や小麦の在庫を買い上げていた事等である。チャーチルとグレイ外務大臣は、現状について議論するためヘンリーの家を訪問し（9月4日）、それは深夜に及んだ。ヘンリーは（9月18日）、スパイから「ドイツ軍がベルギーの前線の反対側に終結している。」という4通の個別報告があったと記録している。ヘンリーはまた、当時、揺籃期にあったミリタリー・インテリジェンス（軍事諜報部）に対しても責任を負っていたが、この部門は、MO5（エドモンズから引き継いだジョージ・マクドノー中佐指揮下）、萌芽期のMI5（ヴァーノン・ケル大佐指揮下）及びMI6（「C」として知られる（マンスフィールド・カミング司令官）指揮下）を含んでいた。残っている文書からは、ヘンリーがこれらの機関にどの程度時間を割いたか明確ではないが、彼は1911年11月26日にホールデイン陸軍大臣、ケル大佐とカミング大尉らと食事をしている。

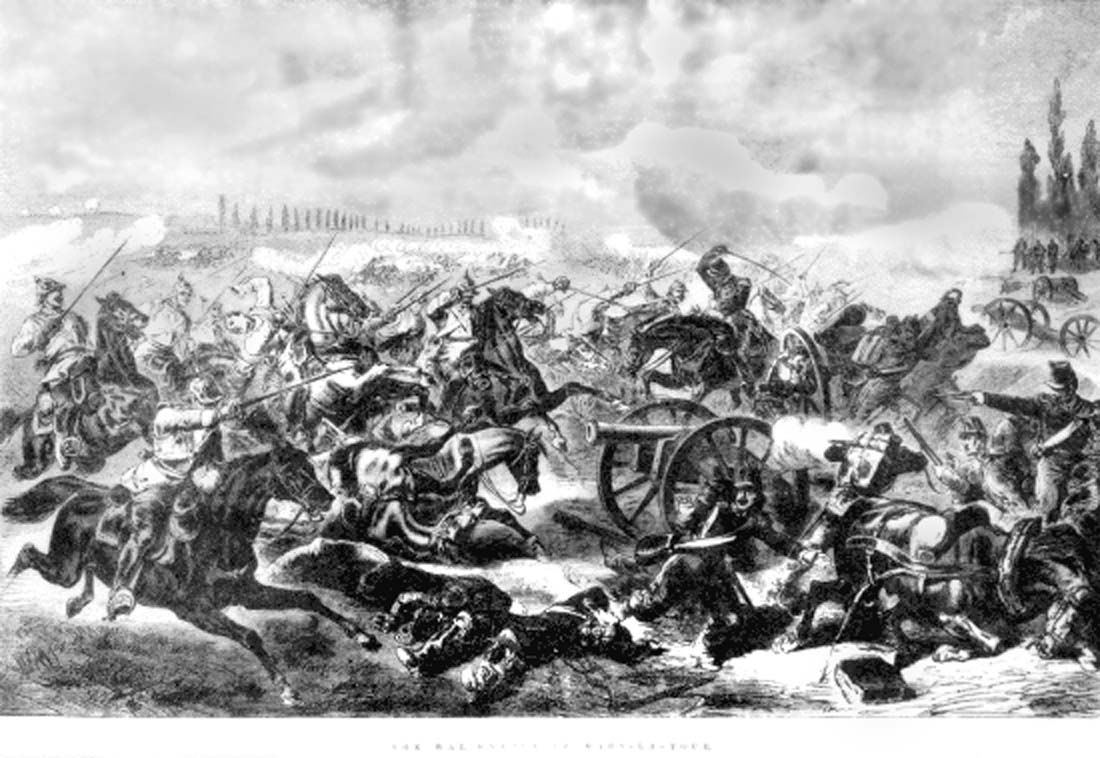
ヘンリーは、1870年にフランスとプロシアの軍勢が衝突したマルス・ラ・トゥール古戦場を訪れた。

1911年10月、ヘンリーは再びベルギーマース川南方への自転車による視察に出向き、また、フランス側の前線も調査し、ヴェルダン、マルス・ラ・トゥール古戦場も訪れたが、これらは彼が「海外派遣軍の計画的集結地（当時はトゥール (アンドル＝エ＝ロワール県)（ナンシー近郊）のサン・ミッシェル要塞）を示した小さな地図を（10月16日に）置いた。」と主張した地域である。帰路、ヘンリーは、ずっと「これらのベルギー人を素早く奪い取り」たがり、ブリュッセルの英国駐在武官を訪ねた。
内閣の急進的なメンバー（モーリー、マッケナ、クルー=ミルンズ（インド長官）、ルイス・ハーコート（植民地担当大臣）は、ヘンリーの異動を後押ししたが、ヘンリーは最も有力な大臣達すなわちアスキス、グレイ、ロイド＝ジョージらの支援を受けたホールデイン陸軍大臣によって（1911年11月16～18日）しっかりと守られた。

### 1912年
アガディール第二次モロッコ事件後、ハーパー中将指揮下のM01部は、戦争準備の重要な部門となった。チャーチル（新たに海軍大臣に任命された）は、陸軍と海軍の協同により寛容だった。諜報機関は（1月8日）、ドイツ軍は1912年4月には戦争準備が完了すると示唆した。1912年2月、ヘンリーは、フランス、ルーアンのドックを調査し、パリではジョフル将軍、エドゥアール・ド・カステルノー将軍及び国防大臣アレクサンドル・ミルラン（Alexandre Millerand）とともに、ショーモンの師団を指揮するフォッシュ将軍を訪問して打合せを行い、その後、サックヴィル・ウェスト少佐（「コガラ」と呼ばれていて、ケンバリーではヘンリーの直属の部下だった。MO2部の勤務。）と南ベルギーとマーストリヒトの突出部を調査した。ジョン・フレンチ卿（1912年3月から新参謀本部総長）は、ヘンリーの、戦争準備を行いベルギーに協力するという希望に寛容だったが、最終的にベルギー政府は協力を拒否して戦争勃発まで厳格に中立を守り、 1914年には英国がベルギーの中立を侵さないよう軍隊を配置することさえした。4月、ヘンリーは、北海に面したベルギーのオーステンデで二日間、駐在武官トム・ブリッジズ大佐とゴルフに興じ、ベルギーとの対話について要点を伝えた（ヘンリーは彼にリエージュとナムールを強化させたいと考えていた）。
ヘンリーは、長兄のジェミーを通じて、新たな保守党のリーダー、ボナー・ローとのつながりを作った。1912年4月、ローがアイルランド統治法に反対する大規模集会を開催した時、長兄ジェミーはベルファストの檀上にいて、1912年夏には、アルスター防衛同盟（Ulster Defence League　統一党のウォルター・ロングとチャーリー・ハンター（Charlie Hunter）により運営。後世のアルスター防衛同盟（Ulster Defence Association）とは異なる）のために働くべくロンドンを訪れた。チャーリー・ハンターの提案により、ヘンリーはローと（1912年6月23日）食事をともにした。ヘンリーは、ローに感銘を受け、アイルランドや防衛問題に関する話し合いに1時間45分を費やした。その夏、ヘンリーは、統一党のロングと定期的な会談を始めたが、ロングはヘンリーを、チャーチルと超党派の合意を形成しようとする懸け橋であるとみなしていた。
ヘンリーは（1912年9月）、ホールデイン陸軍大臣のことを、英国が海外派遣軍（BEF）を配備するための時間は6か月よりも多くあると考えている愚か者だと考えていた。1912年9月、ヘンリーは、ロシアの英国駐在武官アルフレッド・ノックスとワルシャワを調査し、次に、ボロジノの戦いで知られるボロジノ古戦場とキエフを訪れる前に、サクトペテルブルクでロシア帝国陸軍参謀本部総長ヤコブ・ジリンスキーと会い、次にオーストリア＝ハンガリー帝国で、レムベルク（現在のウクライナ共和国リヴィウ、クラクフ及びウィーンを訪れた。コンスタンティノープルの訪問計画は、第一次バルカン戦争により棚上げとなったが、ヘンリーは、ブルガリアは宣戦布告後1か月でトルコを打ち破るのではないか、それは海外派遣軍（BEF）は、ホールデインが望むような6か月以内ではなく、直ちに戦争への態度を明確にしなければならない証拠であるという懸念を記している。
1912年9月14日までに、ハーパー中将のM01部による鉄道のタイムテーブルは準備が完了し、2年間の作業後、1913年2月から商船業界の代表者を含む「合同海軍本部」が隔週で集まるようになり、1914年の夏までに実行可能な計画を作成した。海外派遣軍（BEF）を3つの港（騎兵はサウサンプトン、自動車部隊はエイヴォンマス、備品はニューヘイブン）から輸送する場合、スムーズに進めることができた。英国の軍事歴史家ブライアン・ボンドは、ヘンリーの補給担当官（DMO）としての最も偉大な功績は、馬匹、輸送機関、その他の移動がスムーズに進む手段を提供した事であると主張している。
レピントン元中佐とヘンリーは、会うといつでも互いに相手を無視していた。1912年11月、レピントン元中佐は、国防義勇軍を徴兵制度の基礎に使いたいと考え、ホールデイン（当時は大法官）に、ヘンリーを更迭しロバートソンに置き換えるよう促した。
ヘンリーは、再び（1912年11月12日）、CID会議に、海外派遣軍（BEF）の大陸におけるプレゼンスは、いかなる将来の戦争においても決定的な影響があるという証拠を提出した。
1912年、ヘンリーは、王立アイルランドライフルズ連隊、第三大隊の名誉大佐に任ぜられた。

### 1913年
徴兵制度に対するヘンリーの支持は、彼を下院議員レオ・アメリー、議会の防空委員会議長アーサー・リー、下院議員チャーリー・ハンター、パーシー伯爵、サイモン・ラヴェト卿（後に准将）、オブザーバーのガービン、モーニングポスト紙のグウィンと政治記者でデベンハム・デパートの経営者F.Sオリバーらと親しくさせた。ヘンリーは、F.Sオリバーとラヴェト卿（彼らは国民兵役の同盟で活発に活動していた）に助言した。1912年12月、ヘンリーは、国民義勇軍を解体させる運動に関してグウィンとオリバーに協力した。
1913年の春、ロバーツ卿は、ラヴェト卿による以前からの依頼を受けて、レピントン元中佐とヘンリーとの間の和解を準備した。レピントン元中佐は、1913年6月、タイムズ紙に手紙を書き、なぜヘンリーは、CID会議の「侵攻に関する審議」（1913～14年に行われた、複数の英国正規師団が潜在的な侵攻可能性を挫折させるため自国に留まるべきか否かという討論）において、より突出した役割を演じなかったのか知りたいと要求した。1913年5月、ヘンリーは、パーシー伯爵に対してナショナル・レビュー誌に「志願制」に反対する意見を書くよう提案し、その作成を手伝った。彼はまた、ロバーツ卿の徴兵制度を推進させるスピーチも下書きしていた。ロバーツ卿は、「極端な考えの持ち主」ではなかったが（大陸国家モデルの陸軍のような全面的な徴兵ではなく自国防衛のためだけの徴兵制度に賛成だった）、ヘンリーは、他の運動家達に、支持を失うリスクがあるためロバーツ卿と争わないよう助言していた。
1913年に、ヘンリーはフランスを7度訪問し、8月にはジョン・フレンチ元帥とジェームス・グリアソン参謀総長とシャロンにおける作戦行動について、9月にはフォッシュ中将が指揮する第20軍団の作戦行動について、それぞれ助言した。ヘンリーは、フランス語は堪能だったが完璧ではなかったので、微妙な問題については、言語の不正確さのリスクを避けるため時に英語で話した。
1913年10月、ヘンリーはチャーリー・ハンター下院議員に同伴してコンスタンティノープルを訪問した。彼は、西部（Charaldhza）の防衛ラインやリュレブルガズとアドリアノープルの古戦場を見た。ヘンリーは、トルコ軍及び道路と鉄道のインフラ整備に感心せず、また立憲政治の導入がオスマン帝国への最後のとどめになると思った。これらの見方は、長期的に見れば正しかったが、ガリポリの戦いにおけるトルコの防衛力の過小評価の一因となったかもしれない。
1912年末から、ロバーツ卿は、ジョン・フレンチ元帥に、ヘンリーを少将（補給担当官（DMO）としての仕事にふさわしい階級）に昇進させるよう働きかけていた。1913年4月、旅団の司令官が空席となり、ヘンリーはジョン・フレンチ元帥によって年内の少将への昇進と、旅団の指揮経験がない事が後に師団を指揮する妨げにはならない事を保証された。　ジョン･フレンチ元帥はヘンリーに、作戦地域を去る前（1913年9月26日）でさえ、グリアソン参謀総長の働きに満足していないと言った。ヘンリーは、元帥は自分に1913年の作戦行動以後の海外派遣軍（BEF）の次期参謀長になってほしいのだと信じたが、彼はそれには若過ぎであり、代わりにアーチボルド・マーレイ中将が任命された。
ヘンリーは、1913年11月に少将に昇進した。　ジョン・フレンチ元帥は、自らの参謀総長としての任期が1918年までの2年間延長され、その後マーレイ中将に引き継がれ、ヘンリーがマーレイ中将の副参謀本部長の地位を引き継ぐと確信していた。1913年11月17日の参謀本部の上級幹部（フレンチ元帥、ヘイグ、ヘンリー、パゲット、グリアソン参謀総長）の会議後、ヘンリーは個人的に、フレンチ元帥の知性の欠如を心配し、まだ戦争にならないよう望んでいると記している。
1914年の初め、幹部学校の演習で、ヘンリーは参謀長の役割を担った。エドモンズは後に、演習指揮官となったロバートソンが、ヘンリーがある一定の手順を知らないことに注意を引かれ、フレンチ元帥に聞えよがしに「もしあなたがあの作戦参謀と戦争に行くなら、負けるも同然だ。」と言ったと書き残している。

## カラ駐屯地反抗事件

### 一族の政治的伝統
ヘンリーと彼の家族は、ユニオニスト（アイルランドの自治・独立に反対しイギリスとの連合維持を主張する）としての政治活動において長らく活躍した。1885年、彼の父がロングフォード南（議会選挙区）に立候補し、長兄ジェミーは、1885年と1892年に北選挙区に立候補した（ジェミーは、ジャスティン・マッカーシー議員の対抗馬だったが、10倍以上の得票差で敗れた）。
1893年、ウィリアム・グラッドストンの第二次アイルランド自治法案の通過中、ヘンリーは、アルスターで演習する兵として2,000～4,000人を動員する提案に関与していたが、彼は（社会的に差別を受けていた）カトリック教徒も対象にすることを望んだ。1895年2月、ステップニーにおいて、ヘンリーと妻のセシルは、ジョゼフ・チェンバレンのロンドン自治体への疑問に関するスピーチをすばらしいものとして非常に楽しんで聞き、また、ヘンリーは1903年5月にもチェンバレンのスピーチを聞いた。1903年、ヘンリーの父は、地主代表団の一員としてアイルランド土地法が議会で可決されるのを見届けた。1906年、ヘンリーの弟トノは、トーリー党 (イギリス)の事務員となった。

### 危機の発生
ヘンリーは、1914年に施行されることになる第三次アイルランド自治法に反対するアルスターの統一派の者を支援した。ヘンリーは、1913年4月13日、長兄ジェミーから、25,000名の武装メンバーと100,000名の警察官が反乱を起こし、銀行と鉄道を支配するための暫定政府を作るという計画を聞いたが、彼はそれを「すべてが非常に賢明だ」と考えたが、彼が実際に武装反乱を考えたのか、政府が手を引くことを期待したかは明らかではない。1913年4月16日、ロバーツ卿に「アルスター軍」の参謀長に就任するよう要請され、ヘンリーは「必要なら反対するのではなく、むしろアルスターのために戦う。」と答えた。
陸軍省の会議(1913年11月4日)において、ヘンリーは、最近国王ジョージⅤ世から意見を求められたフレンチ元帥にこう答えた。「私は、個人としては、ジョン・レドモンド（アイルランド議会党党首）の命令で北に発砲することはできません。」「イングランドとしてのイングランドは自治法に反対であり、イングランドはそれを認めなければなりません。…私は、アスキス首相が実力行使するほど頭がおかしいとは思えません」。
ヘンリーが「イングランドとしてのイングランド」という表現によって何を言おうとしたかは不明だが、彼は、政府はアイルランド自治問題を巡って、総選挙～直近の補欠選挙の結果からすると保守党が勝つかもしれない～を強いられるべきと信じていた。
また、フレンチ元帥（ヘンリーは彼に「陸軍全体の忠誠心には頼れない。」と国王に話すよう促していた）は、ヘンリーが会議の内容を保守党の党首アンドルー・ボナー・ローにリークしているかわかっていなかった。
ヘンリーは、ボナー・ローに会って、国王の顧問である初代スタンフォーダム男爵アーサー・ビッゲの「将校団の離反率は40％にも達している」という示唆には同意できないと伝えた。 彼は、戦争が起きた場合には、国王と国のために戦うことを誓約し、アルスター義勇軍（UVF）は愛国的な高みに立つべきであるという妻セシルのアドバイスを伝えた。 ボナー・ローはこの言葉を伝えるため、すぐにエドワード・ヘンリー・カーソンに電話で連絡を取ろうとした。 ヘンリーはまた、ボナー・ローに対して「今回政府は、ロンドンデリー、アントリム、アーマー、ダウンの各県に自治法からの脱退を提案しようとしているが、アイルランド民族主義者であるカーソンがそれを拒否することで、交渉を決裂させ、カーソンを強硬に見せるよう」助言した。
ヘンリーは、戦争省の人事局部長ネビル・マクレディに会い、「あなたをアルスターに送るが、内閣は軍隊を派遣しないだろう。」と告げられた。 11月14日、ヘンリーは、チャーリー・ハンターおよびミルナー卿と会食し、アルスター事件で辞任した将校は次の保守党政権によって復職できるだろうと聞かされた。ヘンリーはまた、エドワード・スクレーターに対し、アルスター義勇軍（UVF）は陸軍に対して敵対的な行動をとるべきではないと警告した。ヘンリーは、アスキス首相が「選挙なしで、この問題を最後までやり遂げる」と約束した[リーズ]演説を「不吉」だと感じ、11月28日に陸軍省に現れたジョン・デュ・ケインはアスキス首相に「激怒」し、アルスターには、アメリカ連合国のような交戦権を付与すべきだと主張した。
ヘンリー一家とローリンソン大佐一家は、計画中の法案に強く反対していたロバーツ卿とクリスマスを過ごし、ジョニー・ゴフ准将とはボクシングデーにゴルフをし、そして新年にはホワイツでレオ・アメリーと昼食を共にした。ヘンリーの主な懸念は、「軍隊が巻き込まれないようにすること」であり、1月5日に彼はジョーイ・デイヴィス（1913年10月から参謀長）とロバートソン（軍事訓練長）と「アルスターについて、そして軍隊をそこに巻き込ませないようにするために何かできないかということについて長く真剣に話し合い」、3人は翌週カンバリーで開催される参謀大学の年次会議で軍隊の意見を聞くことに同意した。2月末、ヘンリーはベルファストに行き、オールドタウンホールのユニオニスト本部を訪問した。彼の任務は秘密ではなかった。公式の目的は、第3王立アイリッシュライフルズ連隊を視察し、ビクトリア兵舎でバルカン半島についての講義を行うことだった。また、彼は国務長官とジョン・フレンチ卿にアルスターの状況についての意見を報告したが、マスコミの憶測を呼んだ。ヘンリーは、アルスター義勇軍（現在10万人以上）に情報を漏らしつつ、彼らの活躍を喜んでいた。

### 事件の発生

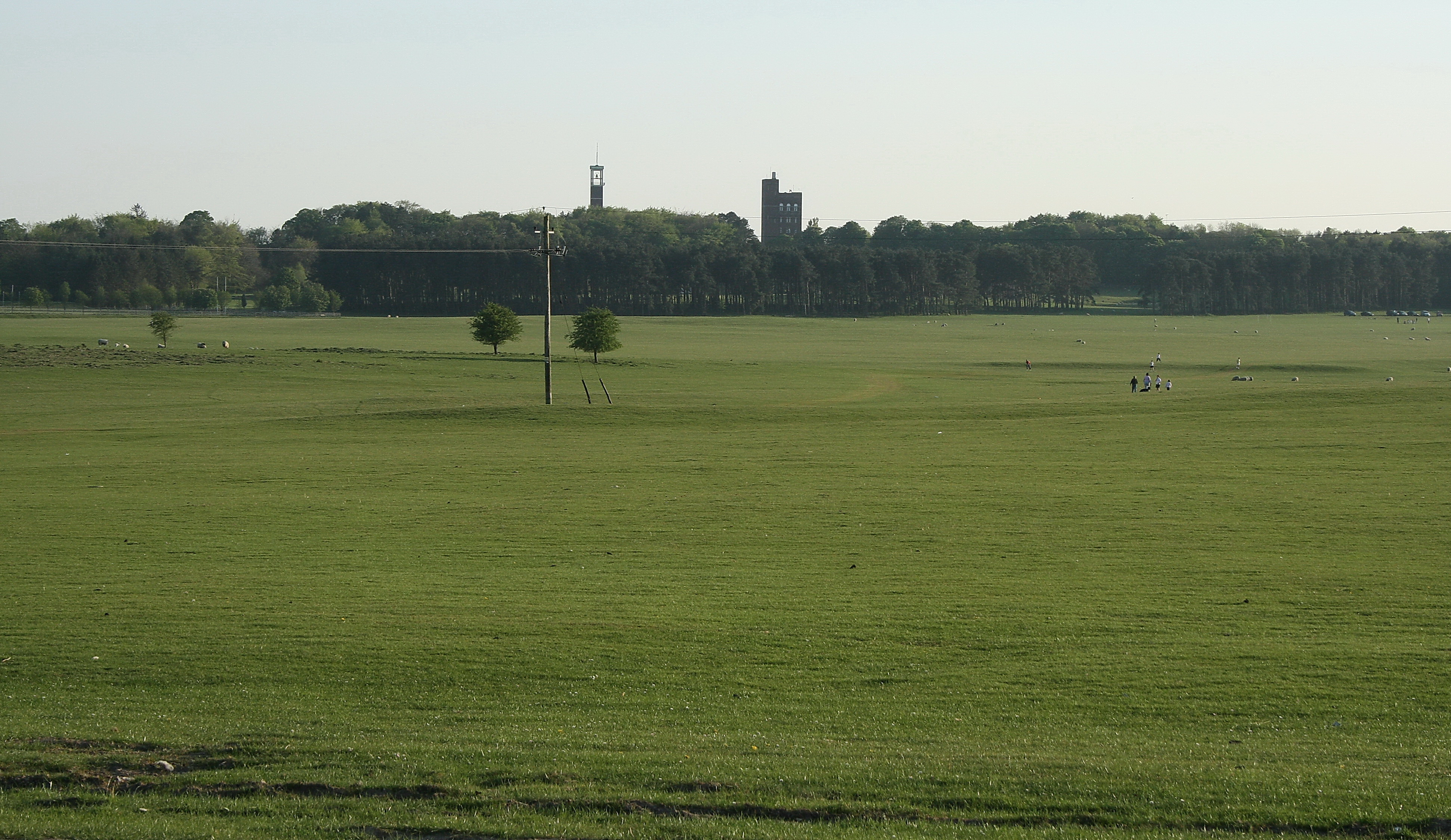
カラ駐屯地。反抗事件の舞台となった。

アーサー・パジェット将軍がアルスターに部隊を展開するよう命じられたが、ヘンリーはフレンチ元帥に「そのような動きはグラスゴーだけでなく、エジプトやインドにも深刻な影響を及ぼす。」と伝え、思いとどまらせようとしたが無駄だった。ヘンリーは3月20日の朝、高齢のロバーツ卿が首相へ手紙を書くのを手伝い、軍隊の分裂を引き起こさないように促した。ヘンリーはまた、アルダーショットから来たジョニー・ゴフ准将と会うよう妻に呼び戻されたが、そこで准将に彼の辞職が及ぼす脅威について伝えた（「カラ駐屯地反抗事件」を参照）。ヘンリーは准将に、まだ「辞表を提出しないよう」助言し、フレンチ元帥に電話した。フレンチ元帥は「ヘンリーは、准将の辞職について吐き気を催すほど陳腐な言い方をした。」と語っている。
ヘンリーは、3月21日（土）朝までに辞職を考えており、彼のスタッフにも辞職を促していたが、実際に辞めることはなく、政府を倒すことについて多く話しすぎて尊敬を失っていた。議会が、アルスターで陸軍を動かしている政府に対する、保守党による非難動議を議論している最中、レピントン元中佐は、4月21日、ヘンリーに電話して、タイムズ紙がどのような立場を取るべきか尋ねた。ボナー・ローの訪問から帰ってきたばかりのヘンリーは、参謀の辞職を防ぐためアスキス首相に「即座に行動」するよう提案した。陸軍大臣シーリーの要請により、ヘンリーは「陸軍が同意すること」、すなわち陸軍はアルスターに何ら強制しないという約束を取りまとめたが、政府には受け入れられなかった。また、ロバートソン（軍事訓練長）の手厚い支援にもかかわらず、ヘンリーはフレンチ元帥を説得して、陸軍がアルスターに敵対して行動しないよう政府に警告させることができなかった。